# Roxana Scarlat
Roxana Mariana Scarlat (Bucarest, 3 de enero de 1975) es una deportista rumana que compitió en esgrima, especialista en la modalidad de florete.
Participó en dos Juegos Olímpicos de Verano, obteniendo una medalla de plata en Atlanta 1996, en la prueba por equipos (junto con Laura Badea y Reka Lazăr-Szabo).
Ganó ocho medallas en el Campeonato Mundial de Esgrima entre los años 1997 y 2005, y ocho medallas en el Campeonato Europeo de Esgrima entre los años 1997 y 2006.

## Palmarés internacional
| Juegos Olímpicos   | Juegos Olímpicos            | Juegos Olímpicos  | Juegos Olímpicos    |
| Año                | Lugar                       | Medalla           | Prueba              |
| ------------------ | --------------------------- | ----------------- | ------------------- |
| 1996               | Atlanta (Estados Unidos)    | Medalla de plata  | Florete por equipos |
| Campeonato Mundial |                             |                   |                     |
| Año                | Lugar                       | Medalla           | Prueba              |
| 1997               | Ciudad del Cabo (Sudáfrica) | Medalla de plata  | Florete por equipos |
| 1998               | La Chaux-de-Fonds (Suiza)   | Medalla de plata  | Florete por equipos |
| 2001               | Nimes (Francia)             | Medalla de bronce | Florete individual  |
| 2002               | Lisboa (Portugal)           | Medalla de bronce | Florete por equipos |
| 2003               | La Habana (Cuba)            | Medalla de bronce | Florete individual  |
| 2003               | La Habana (Cuba)            | Medalla de bronce | Florete por equipos |
| 2004               | Nueva York (Estados Unidos) | Medalla de plata  | Florete por equipos |
| 2005               | Leipzig (Alemania)          | Medalla de plata  | Florete por equipos |
| Campeonato Europeo |                             |                   |                     |
| Año                | Lugar                       | Medalla           | Prueba              |
| 1997               | Gdansk (Polonia)            | Medalla de plata  | Florete individual  |
| 1999               | Bolzano (Italia)            | Medalla de plata  | Florete por equipos |
| 2000               | Funchal (Portugal)          | Medalla de plata  | Florete por equipos |
| 2001               | Coblenza (Alemania)         | Medalla de bronce | Florete por equipos |
| 2002               | Moscú (Rusia)               | Medalla de bronce | Florete individual  |
| 2004               | Copenhague (Dinamarca)      | Medalla de oro    | Florete por equipos |
| 2005               | Zalaegerszeg (Hungría)      | Medalla de bronce | Florete por equipos |
| 2006               | Esmirna (Turquía)           | Medalla de plata  | Florete por equipos |